# Croton excisus
Espèce
Classification APG III (2009)
Croton excisus est une espèce de plantes à fleurs du genre Croton et de la famille des Euphorbiaceae, présent à Cuba (Province de Guantanamo).